# テレフォン人生相談
『テレフォン人生相談』（テレフォンじんせいそうだん）は、NRN（全国ラジオネットワーク）加盟局を中心とする23局ネットで放送されている人生相談番組。制作局はニッポン放送。
原則として、毎週月曜日から金曜日の放送。ただし、週末（主に土曜日）にも放送する地域がある。

## 概要
聴取者からの電話相談にパーソナリティと回答者が答える。相談の内容は金銭・相続等の法律問題から、健康・育児・介護、親族関係の拗（こじ）れ、生き方に関する悩みまで多岐にわたる。番組に寄せられる悩みは社会の世相を反映していることから、ニッポン放送は「世相を写す鏡」と表現する。放送されない相談にも、それぞれの専門家がアドバイスを行っている。放送時間帯は各局によって異なる。

## 歴史
1965年1月30日に放送開始した長寿番組である。
1980年代前半までは、家庭裁判所の相談員（調停委員など）が回答者を務めていた時期がある。
1997年4月以降、番組ナレーションは那須恵理子（元ニッポン放送アナウンサー）が務めている。かつては、宮崎文子（元制作部アナウンサー、報道部記者を経て退社）が長く担当していた。
ニッポン放送が制作・放送している番組では『オールナイトニッポン』よりも放送開始が早く、2014年8月にそれまでの最長だった『新日鉄コンサート』の記録を抜き、ニッポン放送で（既に放送終了した番組も含め）最も長く継続している番組となった。
番組開始当初は週1回の放送であったが、後に月曜日 - 金曜日（一部地域は加えて週末）の帯番組に変更されたが、一時期週末の週1回のみ放送していた放送局もある。
番組開始当初は、ライオン油脂（1980年1月にライオン歯磨と合併して、ライオンへ改称）の単独提供であった。当初はこれに加えて鉄道弘済会広報部も番組に協賛していた。1988年以降は複数社の提供となっている。
1975年3月放送開始の『あおぞらワイド』から当時間帯のワイド番組に内包されるが、『加トちゃんのラジオでチャッ!チャッ!チャッ!』が終了した1998年4月より再び単独番組となる。その後2007年10月より『あなたとハッピー!』がスタートし再び内包番組となるが、『ハッピー』の放送時間が短縮された2024年4月より再度単独番組となった。
2015年12月29日は、ニッポン放送のみ当番組の特別編『ニッポン放送イヤーエンドスペシャル 『テレフォン人生相談』50年から聴こえるもの〜人はなぜラジオに悩みを打ち明けるのか?』を11:00 - 11:54に放送した。
2019年6月16日、番組史上初のイベント「65歳からの素敵な生き方トークショー」を、新宿文化センター大ホールで開催。垣花正と大原敬子の対談、加藤と今井の対談をほぼ1時間ずつ行った。物販で500円で販売したオリジナルノートには、加藤、今井、大原からのメッセージが表紙裏に記されており、完売した。
2019年8月31日、ニッポン放送のみ当番組のスピンオフ特番『ドリアン助川 テレフォン人生相談土曜版』を13:00 - 15:00に放送。パーソナリティ・解答者とも助川。アシスタントとして垣花正が出演。番組は一部生放送で行われ、番組聴取者から相談に関する意見・感想等をメールで募り、垣花がその一部を紹介した。
番組のテーマ音楽（オープニング／エンディング）は、初期はポール・モーリア作曲の「La rosita」が使用されていたが、現在はロイヤリティフリーBGMを使用している。ライオン提供時代はライオンの鳴き声+オープニングキャッチの音楽があり、エンディングに矢島正明の生活情報コラム「ライオン ポケットシリーズ」が放送されていた（詳細後述）。

## ネット局
特に断りがない場合、★印の放送局は平日枠にネット向けスポンサーの提供付。☆印の放送局はローカルスポンサーの提供付、もしくはスポットCM。F印の放送局はCM部分を全てフィラーに挿し替えている。
ラジオ・テレビ兼営局の一部でラジオ部門が別記事となっている場合は、その記事名で掲載。
夏の甲子園地方大会および本戦やメジャーリーグ中継などのスポーツ中継・特別番組で、放送時間の変更や休止になることがある。
キー局のニッポン放送で放送休止になった場合は平日・祝日でも裏送り扱いになる。また、土曜日は放送されておらず、原則祝日も休止のためその場合は裏送りになる。
2011年に発生した東日本大震災に配慮して、ニッポン放送では3月14日以降、短期間放送を休止していた時期があるが、一部ネット局では休止期間中も裏送りで放送していた。
radikoでは2016年10月11日に開始したタイムフリー機能による当番組の聴取は原則不可となっており（相談者のプライバシーなどが絡むためと思われる）、当日のリアルタイム配信のみに限られている。

### 現在
放送時間の早い順から記載（2021年4月現在）。なお、最新情報はニッポン放送の「全国ラジオネットワーク」のページで、番組名と地図を選択。この表でいう「平日」とは、月曜日から金曜日までという意味で、特に注記ない限り祝日（国民の祝日）、振替休日を含む。
| 放送対象地域 | 放送局名           | 放送時間                              | スポンサー  | 備考 |
| ------------ | ------------------ | ------------------------------------- | ----------- | --- |
| 北海道       | HBCラジオ          | 平日 11:05 - 11:25 土曜 11:00 - 11:20 | ★☆          | 『気分上昇ワイド ナルミッツ!!!』（平日）内 『美香と香菜子のおさんぽ土曜日』（土曜）内 |
| 青森県       | 青森放送（RAB）    | 平日 10:30 - 10:50                    | ★           | 『朝わい!くりっぷ』内 1週遅れで放送。 |
| 岩手県       | IBC岩手放送        | 月曜 - 土曜 11:05 - 11:25             | ★ （土曜☆） | |
| 秋田県       | 秋田放送（ABS）    | 月曜 - 土曜 11:00 - 11:20             | ★           | |
| 山形県       | 山形放送（YBC）    | 平日 11:00 - 11:20                    | ★           | [ 注 13 ] |
| 新潟県       | 新潟放送（BSN）    | 平日 13:40 - 14:00                    | ☆           | 2021年4月～2024年3月までは土曜日も放送。 |
| 関東広域圏   | ニッポン放送（LF） | 平日 11:00 - 11:20                    | ★           | 制作局 1975年3月から1998年3月、および2007年10月から2024年3月までは当該時間帯のワイド番組に内包された（各番組の項を参照）。                                                                                  |
| 栃木県       | 栃木放送（CRT）    | 日曜 16:35 - 16:55                    | F           | 2024年4月7日に放送開始。他局の土曜日放送内容を放送。 |
| 山梨県       | 山梨放送（YBS）    | 平日 12:40 - 13:00                    |             | 2021年3月29日に放送再開。 |
| 長野県       | 信越放送（SBC）    | 平日 11:05 - 11:25                    | ☆           | 『坂ちゃんのずくだせえぶりでい』内 1971年10月1日放送開始 |
| 静岡県       | 静岡放送（SBS）    | 平日 11:00 - 11:20                    | ☆           | 『鉄崎幹人のWASABI』（月曜 - 木曜）内 『上田朋子のGoing My West』（金曜）内 |
| 中京広域圏   | CBCラジオ          | 月曜 - 土曜 12:00 - 12:20             | ★ （土曜☆） | JRN単独加盟局 |
| 石川県       | 北陸放送（MRO）    | 平日 11:40 - 12:00                    | ★           | JRN単独系列局時代から放送。 |
| 近畿広域圏   | ラジオ大阪（OBC）  | 平日 12:30 - 12:50                    | ★           | 『和田麻実子のみみよりだんご』（月曜・火曜）内 『OBCグッドアフタヌーン!#ラジぐぅ』（水曜・木曜）内 『原田年晴 かぶりつきBIGフライデー!』（金曜）内 平日は2009年4月開始。 日曜は2014年10月 - 2017年3月に放送 |
| 和歌山県     | 和歌山放送（WBS）  | 平日 11:10 - 11:30                    | ★           | [ 注 22 ] |
| 山口県       | 山口放送（KRY）    | 平日 11:00 - 11:20                    | ★           | 2021年4月4日 - 2023年10月1日までは日曜日も放送。 |
| 徳島県       | 四国放送（JRT）    | 平日 12:35 - 12:55                    |             | 2021年1月1日に放送開始。 |
| 香川県       | 西日本放送（RNC）  | 平日 12:15 - 12:35                    | ★           | [ 注 23 ] |
| 愛媛県       | 南海放送（RNB）    | 平日 11:10 - 11:30                    | ☆           | |
| 高知県       | 高知放送（RKC）    | 平日 12:30 - 12:50                    | F           | |
| 福岡県       | KBCラジオ          | 平日 11:00 - 11:20                    | ★           | 『アサデス。ラジオ』（平日）内 |
| 大分県       | 大分放送（OBS）    | 月曜 - 木曜 16:40 - 17:00             |             | 2022年12月31日 - 2023年4月1日まで土曜日も放送。（「夕方なしか」休止に伴う穴埋めとして）全国で唯一、相談受付時間終了後の放送。                                                                               |
| 宮崎県       | 宮崎放送（MRT）    | 平日 11:00 - 11:20                    | ★           | 『フレッシュAM!もぎたてラジオ』内 |
| 鹿児島県     | 南日本放送（MBC）  | 平日 11:07 - 11:27                    | ★☆          | 『えっちゃんのたんぽぽ倶楽部・美坂理恵のたんぽぽフライデー』内 |
| 沖縄県       | ラジオ沖縄（ROK）  | 平日 11:30 - 11:50                    | ★☆          | [ 注 27 ] |

### 過去
- LFX488[注 28] - 2000年12月 - 2002年9月は土曜 19:30 - 22:00に1週間分をまとめて放送。
- 東北放送（TBC） - 2009年10月5日に放送開始。2011年7月1日に終了。
- 北日本放送（KNB）
- 東海ラジオ（SF） - 1969年には終了していた[7]。週一回放送時代に日曜 14:30 - 14:50の間放送されていた[8]。
- 長崎放送（NBC） - 2012年4月より、週末版のみを14:30 - 14:50に放送していた。佐賀地区でも2017年4月から開始したが、同年9月で終了。

## 出演者

### パーソナリティ（聞き役・司会者）
番組の開始当初は山谷親平が全曜日を1人で担当していたが、1972年から加藤諦三との交代制になり、山谷の死去後は加藤芳郎と交代で担当、1990年代に入ってからは4人、2023年度からは5人が交代で担当する。

#### 現在のパーソナリティ
- 加藤諦三（早稲田大学名誉教授・心理学者・作家）
- 今井通子（医学博士（医師）・作家・登山家）
  - 1992年に回答者として登場[10]。パーソナリティとしては2002年1月から。
- 柴田理恵（女優・タレント、2015年10月5日 - ）
- 玉置妙憂（看護師・高野山真言宗僧侶、2020年4月1日 - ）
- 田中ウルヴェ京（スポーツ心理学者（博士）・メンタルトレーニング上級指導士・五輪メダリスト）
  - 2015年5月23日放送分から回答者として出演していたが、2023年4月7日放送分からパーソナリティになった。

2023年4月以降、原則として月曜日は加藤、火曜日は今井、水曜日は玉置、木曜日は柴田、金曜日は田中のローテーションとなる。ただし、週末版とニッポン放送スペシャルウィーク実施時の担当パーソナリティは不定で、後者では全曜日を加藤や今井が担当していた時期もある。

#### 過去のパーソナリティ
- 山谷親平（評論家、番組開始当初から1984年の逝去まで担当）
- 加藤芳郎（漫画家、山谷の逝去後から2001年3月まで担当。事実上山谷の後継者だったが、市川森一と交代し、降板）
- 荒川洋治（詩人、1990年代に担当）
- 高塚雄介（早稲田大学教授・臨床心理士、1990年代から2001年12月まで担当）
- 安藤和津（女優・エッセイスト・タレント、2000年7月から2003年8月まで担当、事実上児玉清と交代）
- 市川森一（脚本家、2001年4月から2012年1月の逝去まで担当）
- 児玉清（俳優・タレント・司会者、2003年6月から2011年5月の逝去まで担当）
- 勝野洋（俳優、2012年4月24日から2015年6月23日まで担当、事実上柴田と交代）
- ドリアン助川（作家・音楽家・道化師・詩人、2015年4月1日から2020年3月まで担当、事実上玉置と交代）[11]

### 主なアドバイザー（回答者）
- 大原敬子（幼児教育研究家・ファッションデザイナー）
- 三石由起子（英才教育学習塾講師・作家・翻訳家）
- マドモアゼル・愛（占星術家・エッセイスト）
- 高橋龍太郎（精神科医）
- 大迫恵美子（弁護士）
- 中川潤（弁護士）
- 坂井眞（弁護士）
- 塩谷崇之（弁護士）
- 野島梨恵（弁護士）
- 森田豊（医師、医療ジャーナリスト、2023年3月3日放送から出演）

過去のアドバイザー
- 矢端正克（医学博士）
- 榎本稔（精神科医）
- 斎藤茂太（精神科医）
- 石川隆子（精神科医）
- 岡野厚子（夫婦問題カウンセラー）
- 佐貫葉子（弁護士）
- 才口千晴（弁護士）
- 中嶋公雄（弁護士）
- 高中正彦（弁護士）
- 伊藤恵子（弁護士）
- 志賀こず江（弁護士）
- 野村沙知代（タレント）
- ルネ・ヴァン・ダール・ワタナベ （占星術師・著述家）
- 濤川栄太（教育評論家）
- 安井潤一郎（早稲田商店会・会長）
- 大高博幸（ビューティエキスパート）
- JOY（ヒューマンアーティスト）
- 手仕事屋きち兵衛（シンガーソングライター）
- 森田浩一郎（医学博士・森田豊の父）
- 最上雄基（心理療法研究家、2016年4月16日放送分から出演）
- 田中ウルヴェ京（2015年5月23日放送分から出演、2023年4月7日放送分からパーソナリティ）
- 高田智美（弁護士、2015年3月7日、2019年8月24日、2020年2月20日放送分）

出演の稀なアドバイザー
- 齋藤孝 （教育学者・明治大学文学部教授、2012年6月4日放送分）
- 和田郁（家庭問題情報センター相談員、2013年12月21日放送分）
- 佐伯チズ（美容アドバイザー、2020年4月8日放送分）
- 和田秀樹（精神科医、2024年4月10日、5月15日、7月9日、2025年1月7日放送分,その後も随時出演）
- 樺沢紫苑（精神科医、2024年5月21日、11月18日放送分）
- 玉城ちはる（安田女子短期大学非常勤講師・家族相談士、2024年5月10日、7月５日、8月1日放送分）
- 藤崎達宏（モンテッソーリ教育教師、2024年6月19日、9月5日放送分）

## 番組の構成
- 2011年秋以降の番組構成は「スポンサー（タイムCM）付」と「スポンサーなし」とで、以下の違いがある。例えば、南海放送のように、最初のCMフィラーとエンディングのBGMにローカルの提供クレジットをかぶせたり、静岡放送のようにローカルCMを流した後にフィラー・エンディングBGMに復帰する等、放送局によって多少違う点がある。一時期、スポンサーなし版はCM挿入なしで放送されており、土曜日をネットしている一部の放送局とかつてネットしていた東北放送で聴取できたが、2011年秋の改編以降、CM挿入なし版は廃止され、CM部分はCMフィラー対応になった。なお、ラジオ大阪で放送されている日曜早朝（土曜版の遅れネット）の放送については特殊であるため、ローカル局の項に詳述する。
  - スポンサー（CM）付
    - 電話の呼び出し音（着信音）・タイトルコール・提供クレジット → CM → オープニングナレーション（BGM付）・本編 → CM → エンディングナレーション・告知（BGM付） → 各局、適宜フェードアウト
    - HBCラジオはPTとなっており、提供クレジットが放送されない。ただし、水曜日と金曜日は全国スポンサー（かねふく）のCMが流される。

  - スポンサーなし（フィラー版。2011年秋改編以降）
    - 電話の呼び出し音・タイトルコール・無音（3秒） → CMフィラー →  オープニングナレーション（BGM付）・本編 → CMフィラー → エンディングナレーション・告知（BGM付） → 各局、適宜フェードアウト

  - スポンサーなし（CM挿入なし版。2011年秋改編まで）
    - タイトルコール・オープニングナレーション（BGM付） → 本編 → エンディングナレーション（BGM付） → 各局、適宜フェードアウト

  - スポンサーなし（OBCでの放送バージョン。コンプレックス方式。2014年秋10月 - 2015年3月頃。3月以降は前半（呼び出し音とオープニングナレーションの間）部分にもインフォマーシャルが挿入され、後半のインフォマーシャルが若干短くなっている）
    - 電話の呼び出し音（着信音） ・タイトルコール・オープニングナレーション（BGM付） → 本編 → インフォマーシャル → エンディングナレーション（BGM付） → 壇蜜の耳蜜（番組表表記上の次の番組）

## ナレーション・挨拶
ナレーション・提供クレジット部分は事前に収録したものを繰り返し使用しているが、全国向けスポンサーの変更や追悼企画・パーソナリティ追加などの機会にナレーションを新たに録音し直している。

### オープニングのナレーション
「人生には様々な喜びがあり、同時に苦しみや悩みもあります。人に言えない、誰にも相談できない、悩みや苦しみ。そんな時いくらかお役に立てれば…というのが、この番組です。各界の専門家（と家庭裁判所の調停委員）があなたの（納得のいくまで）ご相談に応じております。パーソナリティは○○【当日の担当者名】さんです」
カッコ書きの部分は、少なくとも1970年代までは使用されていたフレーズ。

### パーソナリティの挨拶
番組冒頭に、パーソナリティは以下のような挨拶を行う。その前の「こんにちは、〇〇（パーソナリティの名前）です。」は全員同じ。

#### 勝野加入後の挨拶
加藤諦三
2009年1月22日以降、3種類の異なる挨拶が使われている。オープニングコメントは最後の「格言」で紹介される場合もある。
- 「変えられることは変える努力をしましょう。変えられないことはそのまま受け入れましょう。起きてしまったことを嘆いているよりも、これからできることを皆で一緒に考えましょう」
- 「あなたの人生の物語を聞かせて下さい。正直に話すことで悩みを解決する力が生まれます。それは絶望が希望に変わる時です」（2009年1月22日放送分から）
- 「あなたが認めたくないものは何ですか? どんなに辛くてもそれを認めれば、道は開けます」

その他
- 今井:「人にはなかなか言えない相談ってあるものですよね。電話一本下されば、参考となる意見や心がほぐれる話ができるかもしれません。あなたの相談は同じ悩みを持つ方々の支えになるはずです」
- 玉置:「どんな道を選んだとしても、後悔してしまうのが人間です。今の深い悲しみもいつか必ず癒される時が来ます。今日この出会いも何かのご縁、心を開いてお聞かせ下さい」
- 柴田:「朝の来ない夜はありません。春の来ない冬はありません。明日の先には必ず希望があります。さあ話して下さい」
- 田中:「どんな悩みも、言葉にすることで答えが見つかります。あなたの言葉があなたの人生の良いきっかけになるように、一緒に考えましょう。」

#### 過去の挨拶
加藤諦三
上記のほか、過去にも変更されている。
- 「あなたが希望を捨てたのです。希望はあなたを捨てません。起きてしまったことを嘆いているよりも、これから出来ることを皆で一緒に考えましょう」
- 「あなたにはあなたの生き方があります。私には私の生き方があります。起きてしまったことを嘆いているよりも、これから出来ることを皆で一緒に考えましょう」

その他
- 山谷：「絶望は愚か者の結論なりと申します。皆さんも愚か者にならないで、この番組をぜひご利用下さい」
- 加藤芳郎：「喜びは人に伝えることで倍になり、悩みは人に話すことで半分になります。悩みをお持ちのあなた、さあ、私と一緒に解決の道を探してみましょう」
- 荒川：「人生には悩みがつきものです。あれこれ考えても、答えが見えて来ない時があります。問題を整理しながら、一緒に考えてみましょう」
- 高塚：「人の生き方の答えは決して一つではありません。あわてて白か黒かを決める前に、その2つの色の間に身をおいて、ご一緒に考えてみましょう」
- 安藤：「みんな生きている限り、多かれ少なかれ悩みはあるものですよね。でも、一人で、くよくよしていても何も変わりません。1本の電話で、もしかしたらちょっと違う生き方が見えてくるかもしれません」
- 市川：「悩みのない人間はいません。語らいましょう、一人で悩むより、語らっているうちに何かが見つかるかもしれません」
- 児玉：「自分自身のことって、実は自分が一番わかってないことが多いんですね。問題があれば、誰かに打ち明けると思わぬ解決の道が開けるかもしれません。そっと打ち明けてみませんか?」
- 勝野：「人間、迷っているとつい下を向いてしまいます。他の道がある事に気付く事ができません。顔を上げて、前を見ましょう。このお電話が、そのきっかけになったらと願っております」
- ドリアン：「今がたとえ辛くても、角度を変えて見れば進むべき道が見えてくるはずです。選ばれていない時が、選ばれている時。さあ一緒に歩き出しましょう」

### エンディングのナレーション
- 電話の受付が行われる場合は、次のパターンになる。
  - 月曜日が平日の場合：「人生上のお悩みについての相談をご希望の方は、明日火曜日の午後1時半から3時まで、電話でのご相談をお受けします。」と述べた後、受付先電話番号（2回線あり）をアナウンスするが、放送日によっては「お掛け間違いのないようにご注意下さい。」か「間違い電話のないようにお願いします。」が追加される。
  - 火曜日と水曜日が平日の場合：「人生上のお悩みについての相談をご希望の方は、毎週火曜日と水曜日の午後1時半から3時まで、電話でのご相談をお受けしています。」と述べるが、その後のアナウンスは月曜日が平日の場合と同じ。
  - 火曜日が祝祭日の場合
    - 月曜日：「人生上のお悩みについての相談をご希望の方は、明後日水曜日の午後1時半から3時まで、電話でのご相談をお受けします。」と述べるが、その後のアナウンスは月曜日が平日の場合と同じ。
    - 火曜日：「人生上のお悩みについての相談をご希望の方は、明日水曜日の午後1時半から3時まで、電話でのご相談をお受けします。」と述べるが、その後のアナウンスは月曜日が平日の場合と同じ。

  - 水曜日が祝祭日の場合
    - 月曜日：月曜日が平日の場合と同じ。
    - 火曜日：火曜日が平日の場合と同じ。

余談だが、上記のようなパターンになるのは、大分放送（OBS）が受付時間終了後の放送になっているため。
- 木曜日・金曜日・週末版は「電話でのご相談は、毎週火曜日と水曜日にお受けします（またはお受けしています）。」とアナウンスする。
- 火曜日・水曜日が祝祭日の場合、ゴールデンウィークや年末年始、学校の長期休校期間（春休み・夏休み。冬休みは年末年始と重なる）は、受付申し込みを行わないが、その場合の対応は備考や脚注の別記を参照。

### 過去の番組構成など

#### ライオン油脂→ライオン単独協賛時代
- ライオン油脂提供時代は、冒頭にTBSの「ライオン劇場」や、フジテレビの「ライオン奥様劇場」で使用された、ライオンが吠えるサウンドロゴが流れていた。ライオン油脂時代の提供読みは、当時のキャッチコピーだった「美しい明日を作る」ではなく「エメロンシャンプーやママレモン、ブルーダイヤでお馴染みの…」だった。ライオン（油脂・歯磨両社合併後）時代の提供読みは、当時のキャッチコピーだった「おはようからおやすみまで暮らしをみつめる…」であった。
- ライオン油脂→ライオン（油脂・歯磨両社合併後）の単独提供時代には矢島正明がナレーションを務めた「ライオン ポケットシリーズ」[注 29]というコーナーが存在した時期もある[注 30]。このほか「我が家のエプロンだより」というライオン製品のインフォマーシャルをポケット シリーズの手前で放送した時期があった。
- ポケットシリーズ内では、リスナーからハガキを募集していたが、宛先は墨田区本所のライオン本社宛であった。

#### その他
- ニッポン放送の聴取率調査週間にあたる期間では2000年代前半まで、加藤諦三が1週間担当。裏送りされる土曜日に加藤以外が担当することが多かったが、2010年頃からテーマのみ決められ、全パーソナリティが登場することが多くなった。

## 受付手順
受付時間内に指定の電話番号に電話して、オペレーターが対応する。
相談者が自分の名前と電話番号、相談したい内容をオペレーターに伝えると「折り返し電話します」と案内されて、電話が一旦切れ、その後、電話が再度掛かって来る。
オペレーターは、受付票に記入をする。相談内容の選択項目（離婚、浮気、相続、家族関係、近隣、金銭など）や、訛りの有無、声のトーン（普通、明るい、暗い）、相談内容のオンエアの可否などを○で囲む。下段には家族構成を記し、フリーのスペースに相談内容を書く。
放送されない場合
オペレーターが「この相談は放送されません。先生をご紹介しますので、直接お話下さい。」と言い、回答者（出演者ではない専門家）が出て、相談を受ける。
放送される場合
オペレーターが「この相談は放送されます」と伝え、手順を説明する。その後、パーソナリティがオープニング コメント（挨拶）を言い、呼び出し音が2回鳴り、実際にパーソナリティが電話に出て、「もしもし。テレフォン人生相談です…。最初に年齢を教えてください…」と相手に声をかけてから、相談の収録が開始される。
放送される場合、パーソナリティや回答者、放送日の指定は出来ない。相談日から放送日まではある程度の時間が掛かり、場合によっては数ヶ月以上かかることもある。また、結果として放送されない（所謂お蔵入りとなる）場合もある。なお、相談の内容や放送局の事情によっては後日、収録されることがある。後日の場合は相談可能な時間帯を相談者が指定して、収録が行われる。
収録時間は相談内容によって違うものの、長時間にわたっているものもある。それを放送時間の20分にまとめて放送しているため、時折不自然な部分が現れてしまうことがある。そのことを受けて、加藤諦三はこれを編集するディレクターの手腕に対して「実に大変な作業」とのコメントを残している。
相談者の相談内容は、事前にパーソナリティと回答者には知らされない。これは「リスナーと同じ目線で相談者と向き合う」という番組のポリシーからだと、番組イベントで加藤が語っている。

## 備考

### 未成年者への対応
- 放送当初から祝祭日を含む学校の長期休校期間[注 34]は、子供からのいたずら電話を防止すること、子供に相談内容が漏れないようにすることを理由に電話相談の受付を休止している[注 35]。番組の方針に加えて前述の理由から、未成年者からの電話相談はほとんどない[注 36]。
- ただし、2013年6月10日 - 14日は「16歳から30歳の男性の悩み」に特化した特集を行った。未成年者の受付を原則行わない番組としては珍しい企画である。
- なお、未成年者からの相談は、ニッポン放送の番組では過去には『青春ホットライン』→『ドリアン助川の正義のラジオ!ジャンベルジャン!』 → 『福山雅治のオールナイトニッポンサタデースペシャル・魂のラジオ』（以下『魂のラジオ』）、『ヤンキー先生!義家弘介の夢は逃げていかない』（以下『夢は逃げていかない』）が担当するなどしていたが、2009年3月29日に『夢は逃げていかない』終了後は『魂のラジオ』のみになり、そちらでも前身番組の頃と比べるとほとんど相談は引き受けておらず、『魂のラジオ』そのものも、2015年3月28日の放送を以て終了した[注 37]。

### 追悼番組
- 児玉が死去したことに伴い、ニッポン放送では2011年5月18日放送分を児玉の追悼番組とした[13]。さらに、6月13日から17日までの1週間は児玉出演分のうち、未放送分[注 38]を放送し、生前最後となった2011年2月22日に収録された貴重な音源も放送された[14]。
- 市川の死去後も12月12日放送分を市川の追悼放送をニッポン放送のみ実施しただけでなく、2012年1月9日から1月14日まで、ネット局も含めて「市川森一さんを偲んで」と題した追悼特集も改めて実施された。

### 制作局（ニッポン放送）での事前・次回予告
- 制作局であるニッポン放送では、『あなたとハッピー!』[注 39]内で10:40頃、番組アシスタント（2020年3月30日以降、月・水曜日は那須恵理子、火・木曜日は熊谷実帆、金曜日は増山さやか）が番組テーマ曲に乗せて当日の放送内容（担当パーソナリティ・回答者・相談内容の要旨）を紹介する。
  - 「スペシャルウィーク」と呼ばれている聴取率調査週間内には、CMやニッポン放送のサイト内で事前に当日の放送内容が紹介されることがある。
- 2014年から、放送終了後の11:20（CM明け）に番組アシスタントが次回の放送内容を紹介するようになった（ただしBGMはない）[注 40]。なお、上述の通り2024年4月より『ハッピー』の放送時間が短縮されたため、この次回予告は無くなった。
- radikoには、当日のパーソナリティと回答者、電話相談受付の有無（ある場合・翌週相談再開の場合は電話番号が表記）、イメージ映像（プッシュホン式の家庭用電話）が掲載されている[注 41]。なお、イメージ映像は2016年10月11日にタイムフリー機能が追加された頃から、一部の局でニッポン放送が使っているものに切り替えられている。

### ローカル局
- 2014年3月まで当番組をコーナーとして内包していた『つボイノリオの聞けば聞くほど』（CBCラジオ）では、月曜日に土曜日分までの放送内容を番組内で発表した。その後、番組パーソナリティ・つボイノリオにより放送前にその日の概略が発表された[注 42]なお、この番組には年に数回、ゲストとして永六輔が登場しており、その際には同コーナーで相談内容に関して永のコメントを聞くことができた。
- 高知放送では、かつて当番組と『ズバリ快答!テレフォン身の上相談』[注 43]（TBSラジオ）の両番組を2010年3月まで放送していた。静岡放送も、一時期両番組を放送していた。沖縄県では違う放送局が双方の番組を放送していた時期があった（NRN系列のラジオ沖縄が『テレフォン人生相談』、JRN系列の琉球放送が『身の上相談』を放送していた）。
- 新潟放送『近藤丈靖の独占!ごきげんアワー』の特番として、この番組を新潟弁のやり取りでパロディ化した『新潟弁人生相談』が2010年12月31日に放送された。この特番は他の特番と併せて、『BSN新潟弁スペシャル』としてラジオNIKKEIでも放送された[注 44]。ローカル番組が短波放送ながら全国に放送されることは極めて異例である[要出典]。
- 静岡放送では2010年頃まで、番組終了時の相談受付先の電話番号の告知がされていなかった。
- KBCラジオでは、月曜から木曜の当番組終了直後、『アサデス。ラジオ』のパーソナリティーが当日の相談の内容の感想を述べる。また、リスナーからの感想投稿も合わせて読み上げる。（金曜は番組構成の関係で感想コーナーはない）
- ラジオ大阪では日曜日朝の放送（土曜版の遅れ放送）が開始された2014年10月当初は、5:23から6:00に放送されていた文化放送制作の『壇蜜の耳蜜』とインフォマーシャル枠のコンプレックス方式で放送されていたため、ホームページの番組表では明確な区切りを付けず、5:00 - 6:00のセットで掲載していた。このため、冒頭のCMをカットしたうえで、ニッポン放送での放送より3分長く放送時間を取っていた（ただし、2015年3月ごろから前半部分でもインフォマーシャルが放送されていたため、実際には協賛スポンサー付の地域の放送の状態とほとんど変わらなかった）が、左記番組が2016年9月でネット打ち切りとなり、それ以後は、OBCの自社制作番組、かつ同じスポンサーが協賛する『小池可奈のおはがき健康相談』（5:00 - 5:12）『小池可奈のオツな関係』（5:30 - 6:00）に挟まれる形での編成となった。これによりホームページの番組表も別番組の扱いとなり、上掲の「スポンサーなし（CM挿入なし版。2011年秋改編まで） 」と同じになったが、『おはがき健康相談』のエンディングで当番組が放送されることを小池がアナウンスしている。

### その他
- ニッポン放送の『加トちゃんのラジオでチャッ!チャッ!チャッ!』やCBCラジオの『つボイノリオの聞けば聞くほど』『土曜ワイド 広瀬隆のラジオでいこう!』では終了後にパーソナリティやリスナーを交えて『テレフォン人生相談』を振り返っての感想や私見を述べる時間もあった。『聞けば聞くほど』のつボイの話術による宣伝は先述の通りだが、コーナー終了後に同じように感想を述べる時間もあった。ところがニッポン放送側ではパーソナリティやリスナーが相談者に対して批判的になることもしばしばあったことに聴取者からの苦情があったこと。またCBC側では過剰な意見や反論、更にはリスナーからの「人生相談の匿名性重視」の主旨に反する文言を読み上げる行為を長年続けたことが決定打となり、制作サイドから「相談に対しコメントしないように」「番組内の内包という形をやめるように」という打診があり、ニッポン放送では1998年4月に、CBCでは2006年10月にそれぞれ単独番組へと移行した。ただし、ニッポン放送では2007年10月改編でワイド番組内包に復したが、先述のような番組紹介にとどまり、過度にコメントすることはない。その後、KBCラジオの『川上政行 今日もしゃべりずき!』内で、前述のニッポン放送やCBCラジオと同様の感想や私見を述べるコーナー「テレホン人生相談でしたっ」が設置されたが『しゃべりすぎ』終了時にいったん終了。半年後『アサデス。ラジオ（ブランチ）』内で復活したが、前述と同様のパーソナリティやリスナーの相談者への批判的なコメントが相次いだことから、大幅リニューアルに合わせるかのように2022年3月24日を以て再び打ち切られることとなった。
- 公式サイトは2016年9月28日に開設された。内容は、番組からのお知らせ・放送日の番組内容の紹介（ニッポン放送での放送回（平日放送）のみ）・パーソナリティのプロフィール紹介で構成されている。また番組のロゴも掲載されており、『人』の部分が、これから一歩を踏み出そうとする人の姿になっている。なお、2015年に番組50周年を記念して番組に対する感想や当時の相談者からの声を募集[注 45]する際、初めてメールアドレスが紹介された[注 46]。
- 相談者側が回答者やパーソナリティからの回答内容に納得できず、一方的に電話を切ってしまった相談が複数回ある。いずれの回でも、電話を切った後の「プープー音」も放送された。2025年現在確認されているのは次の通り。（　）内は左が回答者、右がパーソナリティ[15]。
  - 2007年2月8日の放送回（高中/加藤）
  - 2017年7月24日の放送回（中川/加藤）
  - 2023年2月17日の放送回（中川/加藤）
  - 2023年9月26日の放送回（野島/今井）
  - 2023年10月17日の放送回（大迫/今井）
  - 2024年6月14日の放送回（大原/加藤）
  - 2024年8月27日の放送回（三石/今井）
  - 2024年10月9日の放送回（野島/玉置）※相談者が回答者からアドバイスを受けた後に玉置からの最後の話しかけがあるのを知らず、もう電話を切っていいものだと思い込み、勘違いで早く切ってしまった可能性あり。
  - 2025年2月6日の放送回（大原/加藤）※大原との会話を経ても相談者の反応が一定しない事を察した加藤が様々なケースを問いかけるが、相談者は終盤無言で電話を切った。
- 基本的にパーソナリティおよび回答者の二人（と相談者）によって番組は進行するが、まれに相談内容が多岐に渡る場合（法律的な問題と心理的な問題の両面を持つ相談など）には回答者が二人登場することもある。また、夫婦であるなど、相談者が複数の場合もごくまれに見受けられる。
- 2019年4月8日よりITmediaが運営するエンターテイメントサイト「ねとらぼ」にて前週放送された分からピックアップされた一本を漫画家・北村ヂンによるイラストと文章でまとめられた「先週の『テレフォン人生相談』ハイライト」と題したコーナーが設けられている。
- 一部のリスナーが、YouTubeなどの動画共有サイトで、放送局に無断で違法投稿し、放送をアップロードする例もあるため、ニッポン放送は削除依頼をしており、それに対する問い合わせやコメントは「相談者へのプライバシー侵害などの迷惑を及ぶ可能性があるので、絶対行わないようにしてください」としている。

## 受賞歴
- 第14回民放大会賞（現 日本民間放送連盟賞）：番組活動賞揚部門 ラジオ・地域社会に貢献した番組活動「最優秀」（日本民間放送連盟、1966年4月21日）
- 平成24年日本民間放送連盟賞：番組部門 ラジオ教養番組「優秀」（日本民間放送連盟、2012年9月28日） - 2012年1月13日・4月16日放送分
ディレクター：伊藤了子（ニッポン放送）、パーソナリティ：市川森一・今井通子、回答者：大原敬子

## 番組本
- テレフォン人生相談～心のマスクを忘れるな～[16]（2021年9月21日）

この本は当番組が放送開始56年目を迎えていた2020年の年末に放送された『テレフォン人生相談55周年記念! 加藤諦三、令和時代への提言 ～心のマスクを忘れるな～』がベースとなっている。この特別番組は「2021年日本民間放送連盟賞ラジオ教養番組部門東京地区1位」に選出された為、今回のこの本の発売へのきっかけとなった。（ISBN 978-4594089436）
- テレフォン人生相談～心の仮面をはずそう～

上記本の第2弾として、2022年11月30日に発売された。（ISBN 978-4594092931）